# Catedral de San Nicolás (Liubliana)
La Catedral de San Nicolás  (en esloveno: Stolnica svetega Nikolaja) es una catedral en la ciudad de Liubliana, capital del país europeo de Eslovenia. Originalmente, la Catedral de Liubliana era una iglesia gótica. En el siglo XVIII, fue sustituida por un edificio de estilo barroco. Se trata de un hito reconocible de la ciudad, con su cúpula verde y las torres gemelas y está situado en la plaza San Cirilo y San Metodio cerca al Mercado Central de Liubliana y el Ayuntamiento. Es la catedral de la arquidiócesis de Liubliana.
El sitio fue ocupado originalmente por una iglesia románica de tres naves, la mención más antigua de esta data de 1262. Un incendio extenso en 1361 provocó reformas en el estilo gótico y sufrió alteraciones cuando la diócesis de Liubliana fue establecida en 1461 y la iglesia se convirtió en una catedral.